# Aurora (Kansas)
Aurora – miasto w Stanach Zjednoczonych, w stanie Kansas, w Hrabstwie Cloud.